# Toonage
Toonage er debutalbummet fra den danske bubblegum dancegruppe Cartoons. Det blev udgivet i 1998, og blev en stor succes for bandet. Albummet indeholder gruppens absolut største hit "Witch Doctor", der er en coverversion af Ross Bagdasarians sang fra 1958. Nummeret nåede #2 på UK Singles Chart. Den første single "DooDah!" hittede også i flere lande, heriblandt Danmark, hvor den nåede #3 på Hitlisten.
Albummet blev udgivet igen i 1999 med titlen More Toonage, som indeholdt flere sange end den oprindelige udgave.

## Spor
1. "Witch Doctor" - 3:07
2. "DooDah!" - 3:13
3. "Hold Me" - 3:06
4. "Ramalama Daisy" - 3:44
5. "Yoko" - 3:28
6. "Who Put The Bomp" - 3:47
7. "De Do Do Do De Da Da Da" - 3:20
8. "Let's Go Childish" - 3:06
9. "Aisy Waisy" - 2:56
10. "Listen To My Heart" - 4:22

Genudgivelse som More Toonage (1999)
1. "Witch Doctor" - 3:06
2. "DooDah" - 3:12
3. "Hold Me" - 3:06
4. "Ramalama Daisy" - 3:43
5. "Yoko" - 3:25
6. "Who Put The Bomp" - 3:46
7. "De Do Do Do Do De Da Da Da" - 3:20
8. "Let's Go Childish" - 3:05
9. "Aisy Waisy" - 2:57
10. "Listen To My Heart" - 4:21
11. "DooDah (spansk version)" - 3:12
12. "Witch Doctor (spansk version)" - 3:06
13. "Santa Claus Is Coming To Town" - 2:46
14. "Just Can't Wait" - 3:32
15. "Millenium Megamix" - 4:59

## Hitlister
Albumhitlister
| - Udgivet: 1998 - Pladeselskab: Flex - Format: CD | 25 | 2 | 24 | 14 | 9 | 12 | 10 | 17 | - BPI: Guld |
| "—" nåede ikke hitlisterne.                       |    |   |    |    |   |    |    |    |             |

Singlehitlister
| År                          | Titel               | Højeste hitlisteplacering | Højeste hitlisteplacering | Højeste hitlisteplacering | Højeste hitlisteplacering | Højeste hitlisteplacering | Højeste hitlisteplacering | Højeste hitlisteplacering | Højeste hitlisteplacering | Højeste hitlisteplacering | Højeste hitlisteplacering | Certificeringer |
| År                          | Titel               | AUS                       | BEL                       | DAN                       | FRA                       | IRE                       | ITA                       | NLD                       | NZ                        | SWE                       | UK                        | Certificeringer |
| --------------------------- | ------------------- | ------------------------- | ------------------------- | ------------------------- | ------------------------- | ------------------------- | ------------------------- | ------------------------- | ------------------------- | ------------------------- | ------------------------- | --------------- |
| 1998                        | "DooDah!"           | 31                        | 5                         | 3                         | —                         | 21                        | —                         | 56                        | 31                        | 10                        | 7                         |                 |
| 1998                        | "Witch Doctor"      | —                         | 9                         | —                         | 22                        | 2                         | —                         | 12                        | 31                        | 13                        | 2                         | - UK: Guld      |
| 1999                        | "Yoko"              | —                         | 41                        | —                         | —                         | —                         | —                         | —                         | —                         | 51                        | 16                        |                 |
| 1999                        | "Let's Go Childish" | —                         | —                         | —                         | —                         | —                         | —                         | —                         | —                         | —                         | —                         |                 |
| 1999                        | "Aisy Waisy!"       | —                         | —                         | —                         | —                         | —                         | —                         | 34                        | —                         | —                         | —                         |                 |
| "—" nåede ikke hitlisterne. |                     |                           |                           |                           |                           |                           |                           |                           |                           |                           |                           |                 |